# Roda Ali Wais
Roda Ali Wais (arabisch روضا على وايس, Somali Rooda Cali Wacays; * 14. April 1984) ist eine ehemalige dschibutische Mittelstreckenläuferin.
Ali Wais war im Alter von sechzehn Jahren die erste Frau aus Dschibuti, welche bei den Olympischen Spielen antrat. Bei den Olympischen Sommerspielen 2000 in Sydney schied sie im Wettbewerb über 800 m in den Vorläufen aus. Nach dem Rennen desertierte Ali Wais, blieb mit Hilfe eines australischen Somaliers in Australien. Sie heiratete einen Australier und hat mehrere Kinder. Sie trat in keinen weiteren Wettkämpfen an.